# Método Tefcas
Las siglas TEFCAS en español significan "intento, evento, retroalimentación, evaluación, ajuste y éxito". 
Esta técnica desarrollada por Tony Buzan se basa en los últimos descubrimientos de cómo funciona el cerebro y utiliza Mapas Mentales como una herramienta para visualizar el progreso en los proyectos de mejora continua. Enseña al participante a generar ciclos de mejora  y a administrar el cambio en cualquier proyecto profesional o personal.
- Datos: Q6035871